# Carles IX
|  | Per a altres significats, vegeu «Carles IX de França». |

Carles IX (suec: Karl IX)  (Tre Kronor Castle, 4 d'octubre de 1550 (Gregorià) - Castell de Nyköping, 30 d'octubre de 1611) fou rei de Suècia des del 1604 fins a la seva mort. Era el fill menor del rei Gustau I i la seva segona esposa, Margaret Leijonhufvud, germà d'Eric XIV i Joan III de Suècia, i oncle de Segimon, rei de Suècia i Polònia. Per voluntat del seu pare, va aconseguir, a manera d'apanatge, el Ducat de Södermanland, que incloïa les províncies de Närke i Värmland; però no va entrar en possessió real d'ells fins després de la caiguda d'Eric i la successió al tron de Joan el 1568.
Els reis suecs Eric XIV (1560-1568) i Carles IX (1604-1611) van prendre els seus numerals d'acord amb una història “fictícia” de Suècia. De fet era el tercer rei suec anomenat Carles.
Accedí al tron per la defensa de la causa protestant durant els temps cada vegada més tensos de les guerres de religió entre sectes competidores del cristianisme. En poc més d'una dècada, aquestes explotarien com la Guerra dels Trenta Anys. Aquests conflictes ja havien causat la disputa dinàstica arrelada en la llibertat religiosa que va deposar el seu nebot i el dugué a governar com a rei de Suècia.
El seu regnat va marcar el començament del capítol final, tant de la Reforma Protestant com de la Contrareforma. Amb la mort del seu germà el novembre de 1592, el tron de Suècia anà a parar al seu nebot i aliat dels Habsburg, Segimon de Polònia. Durant aquells temps de tensió política, Carles veié l'herència del tron de Suècia protestant al nebot, devot catòlic, amb alarma. Així seguiren diversos anys de controvèrsia i discòrdia religiosa.
Durant el període, ell i el consell privat suec governaren en nom de Segimon mentre ell residia a Polònia. Després de diversos preliminars, els Riksens ständer obligà a abdicar del tron a Segimon en favor de Carles el 1595. Aquest fet inicià gairebé set dècades de guerra esporàdica perquè les dues línies de la dividida Casa de Vasa persistiren a intentar refer la unió entre els trons de Polònia i Suècia oposant-se a les reconvencions i les guerres dinàstiques.
Molt probablement el resultat dinàstic entre Suècia i Polònia casa de Vasa s'agreuja i radicalitzà els actes posteriors dels prínceps catòlics d'Europa als estats alemanys com l'Edicte de Restitució. De fet, es va agreujar la política europea per l'abandonament o la prevenció en solucionar esdeveniments mitjançant la diplomàcia i compromisos durant el gran vessament de sang que fou la Guerra dels Trenta Anys.

## Duc Carles

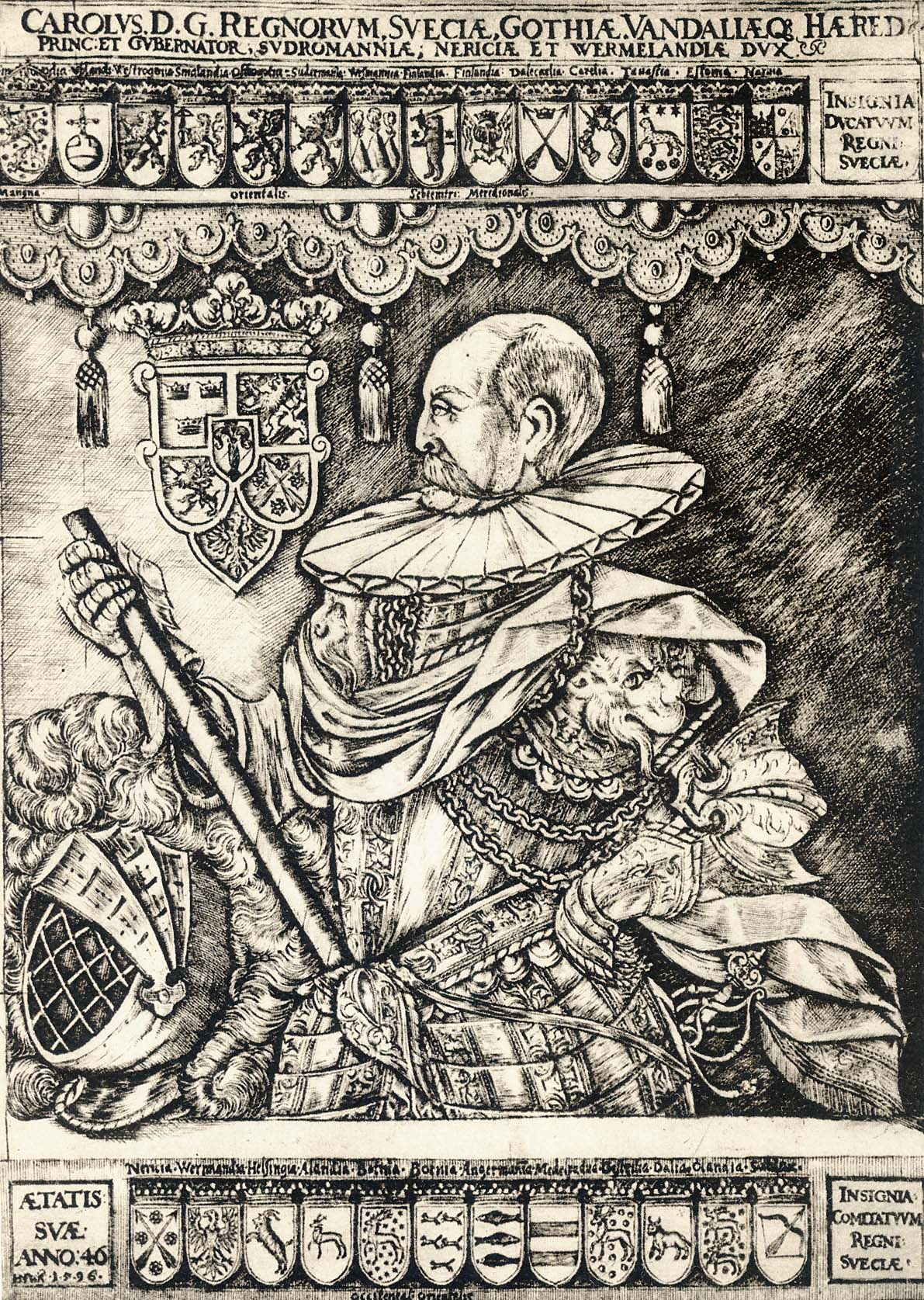
Carles representat com a Comte el 1596

El 1568 ell era el veritable líder de la rebel·lió contra Eric XIV. No obstant això, no va prendre part en els designis del seu germà Joan III contra el rei infeliç després de la seva deposició. Les relacions de Carles amb Joan foren sempre tenses en menor o major grau. No tenia cap simpatia per l'afavoriment de Joan envers l'alt clergat, d'una banda, i d'altra banda Carles es va resistir tenaçment tots els esforços del rei per a restringir l'autoritat com a Duc de Södermanland. La noblesa i la majoria del Riksens ständer donaven suport a Joan. No obstant això, en els seus esforços per unificar el regne, i Carles hagué de renunciar (1587) a les seves pretensions d'autonomia dins del seu ducat. Però, coma tenaç calvinista que era, sobre la qüestió religiosa era inamovible. L'assumpte entrà crisi per la mort de Joan III el 1592. L'hereu al tron era el fill gran de Joan, Segimon III Vasa, ja rei de Polònia i un catòlic devot. El temor que Segimon podria tornar a “catolitzar” el país va alarmar la majoria protestant a Suècia -en particular els plebeus i la baixa noblesa, i Carles es va presentar com el seu líder, i també com el defensor de la dinastia Vasa contra la interferència estrangera.
Degut enterament a ell que Segimon com a rei electe es veiés obligat a confirmar les resolucions del Sínode d'Uppsala del 1593, reconeixent així el fet que Suècia era essencialment un estat luterà protestant. Segons l'acord, Carles i el Consell Privat de Suècia compartien el poder i van governar en el lloc de Segimon que residia a Polònia. Als anys següents, 1593-1595, el govern de Carles fou extraordinàriament difícil. Havia d'oposar-se constantment a les tendències reaccionàries i les ordres de Segimon; també va haver de posar fre a la noblesa que pretenia augmentar el seu poder a costa del rei absent, cosa que va fer amb un cruel rigor.

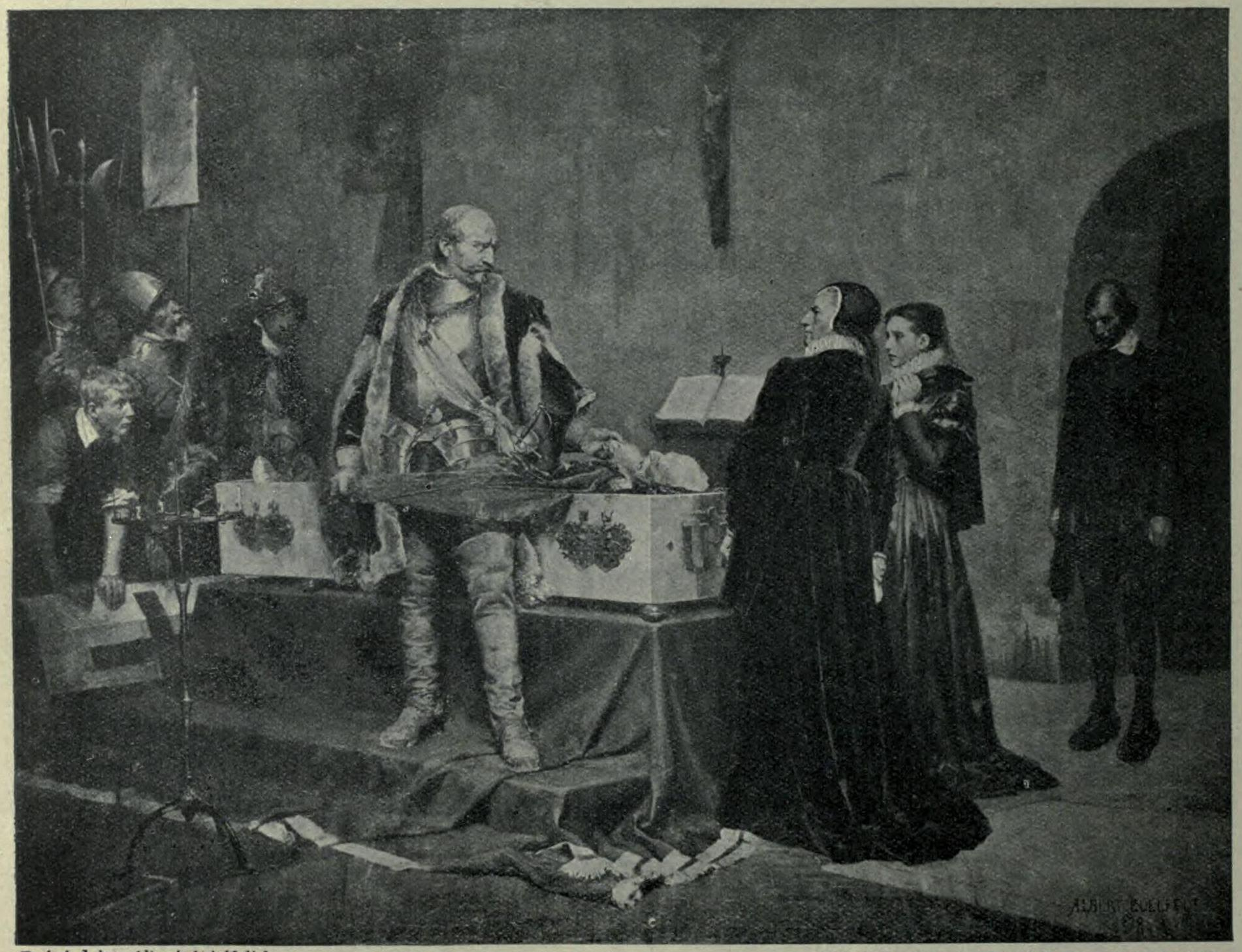
El Duc Carles insultant el cos del seu enemic Fleming pintat per Albert Kdeifelt

La necessitat l'obligava a treballar amb el clergat i la gent en comptes de la noblesa; per tant, era que Riksens ständer (Riksdag) assumeix sota el seu govern de la regència un poder i una importància que mai havia tingut abans. El 1595 el Riksdag de Söderköping elegí a Carles com a regent, i el seu intent de forçar la submissió Klaus Fleming, governador d'Österland, a la seva autoritat, més que a la del rei, va provocar una guerra civil. Carles va tractar d'augmentar el seu poder i el rei va tractar de manejar la situació emprant la diplomàcia al llarg de diversos anys, fins que fart, Segimon va obtenir el permís de l'òrgan legislatiu de la mancomunitat per a immiscir-se en els assumptes que dividien els seus súbdits suecs, i va envair Suècia amb un exèrcit mercenari.
Tècnicament Carles va ser, sens dubte, culpable d'alta traïció, i la considerable minoria de totes les classes que es van adherir a Segimon en la seva entrada a Suècia el 1598 es comportaren indiscutiblement com a súbdits lleials. En els esdeveniments que van seguir, malgrat alguns èxits inicials, Segimon va perdre la batalla crucial de Stångebro, i ell mateix va ser capturat, fou obligat a lliurar alguns nobles suecs acusats de traïdors per Carles i el Riksens ständer. Amb Segimon derrotat i exiliat, considerat un estranger i un heretge per la majoria del poble suec, i la seva deposició formal per part del Riksens ständer el 1599 va ser, en efecte, una reivindicació natural i legitimació a posteriori de la posició de Carles, per al mateix període de sessions dels Riksens ständer el nomenà governant i regent.

## Rei Carles IX

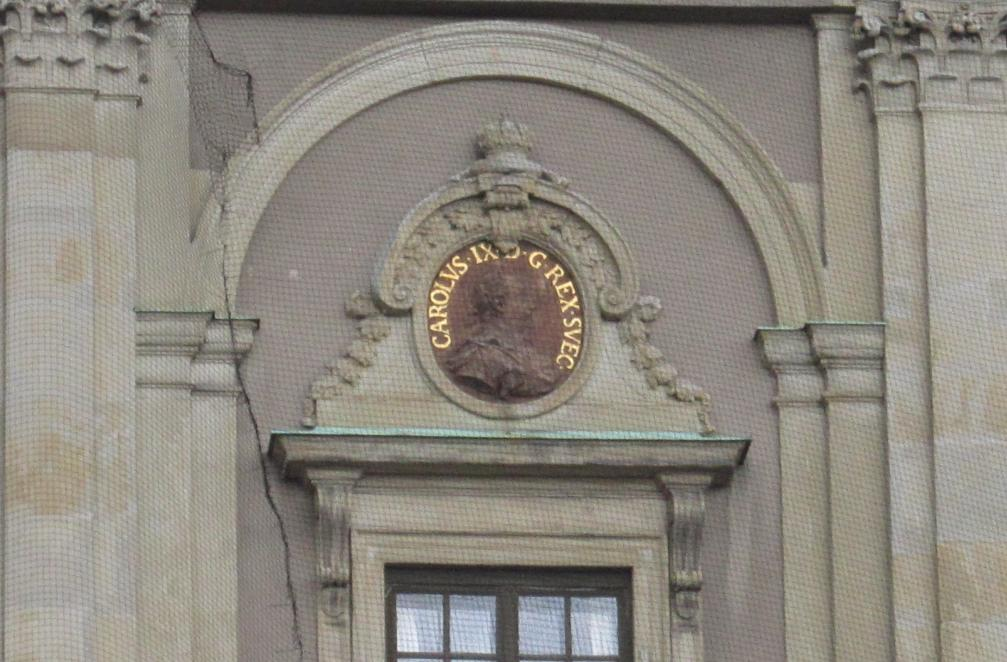
Imatge del Rei Carles IX en un mur del Palau reial d'Estocolm

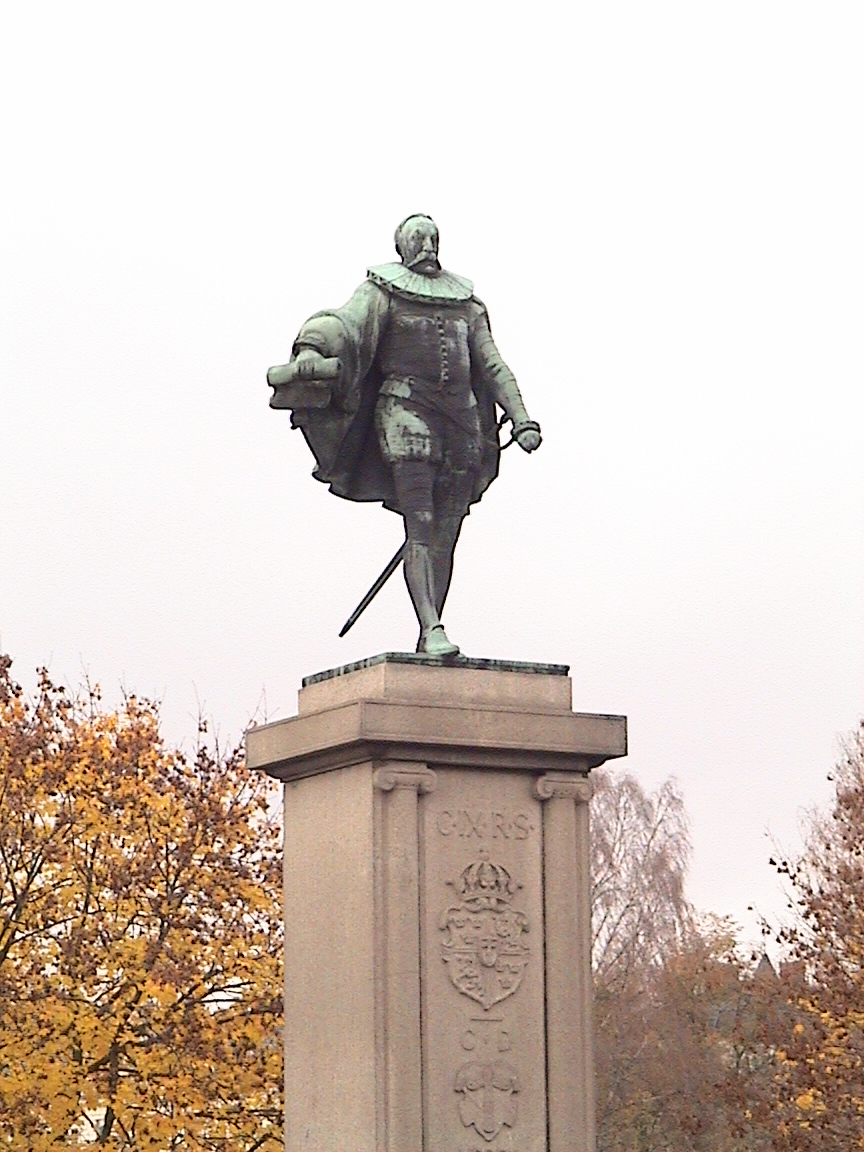
Estàtua de Carles IX a Karlstad

Finalment, el Riksens ständer a Linköping, 24 de febrer del 1604 va declarar que Segimon va abdicar el tron suec i que el duc Carles era reconegut com a sobirà. Va ser declarat rei com Karl IX. El curt regnat de Carles va ser un guerra ininterrompuda. L'hostilitat de Polònia i la desintegració de Rússia l'involucraren en disputes a l'estranger per la possessió de Livònia i Íngria, la Guerra Polonesa-Sueca (1600-1611) i la Guerra d'Íngria, mentre que les seves reclamacions sobre Lapònia el dugueren a la guerra amb Dinamarca l'últim any del seu regnat.
En totes aquestes lluites, en les que no acabà de reeixir, degut en part al fet que ell i les seves forces hagueren d'oposar-se generals més hàbils (per exemple, Jan Karol Chodkiewicz i Cristià IV de Dinamarca) i en part degut a la mala sort. En comparació amb la seva política exterior, la política interna de Carles IX fou relativament poc important. Intentà confirmar i complementar el que ja s'havia fet durant la seva regència. No es va convertir en rei oficialment fins al 22 de març de 1604. El primer document en que apareix el títol és de 20 de març de 1604 però no va ser coronat fins al 15 de març de 1607.

## Llegat acolorit

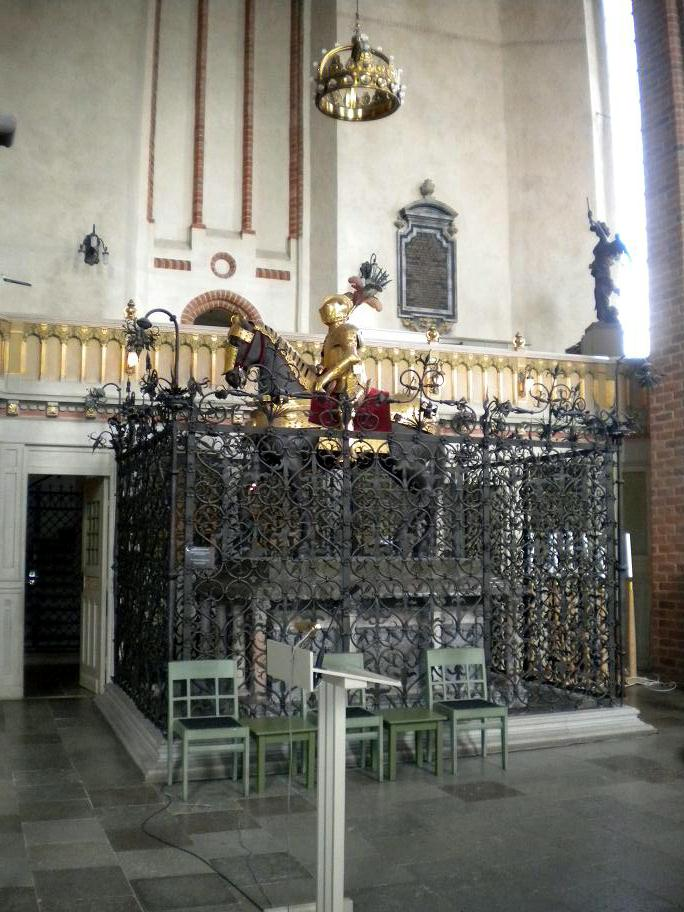
Tomba monumental de Carles IX i família a la Catedral de Strängnäs

Quatre anys i mig després de la mort de Carles IX a Nyköping el 30 d'octubre del 1611, fou succeït pel fill seu disset anys, Gustau Adolf, que havia participat en les guerres. Com a governant és l'enllaç entre el seu gran pare i el seu fill encara més gran. Ell va consolidar el treball de Gustau I, en la creació d'un gran estat protestant; va preparar el camí per a la construcció de l'imperi protestant de Gustau Adolf.
Els historiadors suecs han estat excusablement indulgents amb el pare del seu major governant. Indiscutiblement Carles era cruel, mesquí i venjatiu; però, pel que sembla, sigui com sigui, s'esforça enèrgicament a complir amb el seu deure durant un període de transició política i religiosa, i, malgrat la violència i la brutalitat, posseeix moltes de les qualitats d'un home d'Estat savi i valent.

## Família
Es va casar, en primer lloc, Anna Maria del Palatinat-Simmern (1561 - 89), filla de Lluís VI, elector palatí (1539-1583) i Elisabet d'Hessen (1539-1584). Els seus fills van ser:
- Margareta Elisabet (1580-1585)
- Elisabet Sabina (1582-1585)
- Lluís (1583-1583)
- Caterina (1584-1638), es va casar amb el príncep del Palatinat Zweibrücken, convertint-se en mare de Carles X Gustau de Suècia.
- Gustau (1587-1587)
- Maria (1588-1589)

En 1592 es va casar amb la seva segona esposa Cristina d'Holstein-Gottorp (1573-1625), filla d'Adolf d'Holstein-Gottorp (1526-1586) i Christine d'Hesse (1543-1604) i primer germà de la seva esposa anterior. Els seus fills van ser:
- Christina (1593-1594)
- Gustau Adolf de Suècia (Gustau Adolf II) (1594-1632)
- Maria Isabel (1596-1618), es va casar amb el seu cosí germà el duc Joan, el fill menor de Joan III de Suècia
- Carles Felip (1601-1622)

També va tenir un fill amb la seva amant, Karin Nilsdotter: Carl Carlsson Gyllenhielm (1574-1650), Mariscal de Camp